# Oberst
Oberst (pronúncia em alemão: [ˈoːbɐst]) é uma patente militar alemã equivalente a coronel. É usado por ambas as forças terrestres e aéreas da Áustria, Alemanha, Suíça, Dinamarca e Noruega.

## Alemanha
Oberst (curto: O) é a mais alta patente de oficial de funcionário no Exército Alemão (Heer), Força Aérea Alemã (Luftwaffe).

### Classificação
A classificação é avaliada como OF-5 na OTAN e é de grau A16 ou B6 nas regras de remuneração do Ministério Federal da Defesa. É comparável na OTAN a OF-5 e é equivalente a:

- Oberstarzt, Oberstapotheker, e Oberstveterinär no Serviço Médico Conjunto da Bundeswehr alemã;
- Kapitän zur See e Flottenarzt na Marinha Alemã.

Sobre as alças (Heer, Luftwaffe) há três pontos de prata (estrelas) em folhas de carvalho de prata.
| Heer | Luftwaffe                                      |
| --- | ---------------------------------------------- |
| - Oberst i.G. (Funcionário de serviço Alemão) - Oberst (Tropas de logística) - Oberst a.D. (Mech. Infantaria ret.) | - Oberst (Terno de campo) - Oberst (Flecktarn) |

## História
Oberst é uma palavra alemã. "Oberst" é um substantivo e define o grau militar de coronel ou capitão de grupo.
Como um nome de família, Oberst é comum no sudoeste da Alemanha, na zona conhecida como a Floresta Negra (Schwarzwald). O nome também está concentrada na região centro-norte da Suíça (Aargau e Zurique), onde é chamado como Obrist. O nome apareceu pela primeira vez no século XIII na fronteira suíço-alemão, e as primeiras versões foram Zoberist e Oberist.
Traduzido como "superior" ou "excelente", a patente de Oberst pode traçar suas origens na Idade Média quando o termo era dado aos altos cavaleiro num campo de batalha ou a um alto capitão de um regimento. Com o surgimento dos exércitos profissionais nos séculos XVI e XVII, uma Oberst tornou-se o oficial encarregado do regimento ou tamanho das formações de um batalhão.
Até o século XVIII, o posto de Oberst era geralmente concedido a tenentes, muitas vezes chamados pelo título Oberstleutnant. Isto levou à formação da moderna patente alemã do mesmo nome, traduzido como Tenente Coronel. A patente de Oberst é equivalente ao do coronel, embora o seu significado mais exato signifique "supremo" referindo-se ao fato de Oberst ser a mais alta patente, logo abaixo dos generais.
Oberst foi utilizada nas forças armadas da Alemanha e na Áustria durante as duas Guerras Mundiais. Oberst também foi usado como o prefixo do rank agora obsoleto da SS em Oberstgruppenführer. A equivalência no rank da SS a um Oberst era conhecido como um Standartenführer. Um Coronel General durante as guerras mundiais foi convocada Generaloberst. Mais uma vez, ao invés do significado literal Coronel General, a sua mais exata tradução é "General Supremo", como é normalmente o mais elevado posto militar em tempos de paz.

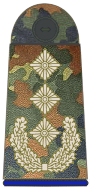
Atual insígnia de Oberst no Exército Alemão